# Associazione Calcio Hellas 1912-1913
Questa pagina raccoglie i dati riguardanti l'Associazione Calcio Hellas nelle competizioni ufficiali della stagione 1912-1913.

## Stagione
Prima dell'inizio della stagione, secondo La Stampa Sportiva, l'Hellas ha sconfitto i rivali della Volontari di Venezia per 9-1, facendo vedere alle altre squadre veneto-emiliane che quest'anno i poulains di Masprone sono decisi a non lasciarsi sfuggire la sezione veneto-emiliana. Infatti nella prima di campionato ha battuto l'Associazione Vicentina, considerata la migliore del Veneto, con tre reti di scarto (4-1 a Verona), ma non riesce a superare il Venezia (sconfitta 3-0 in trasferta) e il ritorno contro i vicentini (sconfitta 1-0 a Vicenza). Conclude al primo posto, a pari punti con il Vicenza, con 8 vittorie e 2 sconfitte, meritando in questo modo l'accesso al girone nazionale. Il girone nazionale si presenta un incubo per l'Hellas, che conclude all'ultimo posto con appena 2 punti in 10 giornate, dove vince una sola volta, proprio con la rivale del Vicenza, anch'essa tra le peggiori del girone (con appena 4 punti, sopra solo ai veronesi).

## Rosa
| N. |                   | Ruolo | Calciatore          |
| -- | ----------------- | ----- | ------------------- |
| -  | Italia (bandiera) | P     | Carlo Girardi       |
| -  | Italia (bandiera) | P     | Pellegrini          |
| -  | Italia (bandiera) | P     | Villardi            |
| -  | Italia (bandiera) | P     | Scandolara II       |
| -  | Italia (bandiera) | D     | Boggio              |
| -  | Italia (bandiera) | D     | Aldo Fagiuoli       |
| -  | Italia (bandiera) | D     | Guido Guarda        |
| -  | Italia (bandiera) | D     | Carlo Rossi         |
| -  | Italia (bandiera) | D     | Silvio Ruberti      |
| -  | Italia (bandiera) | D     | Scandolara I        |
| -  | Italia (bandiera) | C     | Alessandro Bascheni |
| -  | Italia (bandiera) | C     | Barbasetti          |

| N. |                     | Ruolo | Calciatore         |
| -- | ------------------- | ----- | ------------------ |
| -  | Italia (bandiera)   | C     | Enrico Benini      |
| -  | Italia (bandiera)   | C     | Cavallaro          |
| -  | Italia (bandiera)   | C     | Paolo Ferrari      |
| -  | Svizzera (bandiera) | C     | Hans Liniger       |
| -  | Italia (bandiera)   | C     | Pietro Vigevani    |
| -  | Italia (bandiera)   | A     | Giovanni Bianchi   |
| -  | Italia (bandiera)   | A     | Carlini            |
| -  | Italia (bandiera)   | A     | Luigi Costa        |
| -  | Italia (bandiera)   | A     | Giuseppe Forlivesi |
| -  | Italia (bandiera)   | A     | Alberto Masprone   |
| -  | Italia (bandiera)   | A     | Alessandro Trerè   |
| -  | Italia (bandiera)   | A     | Carlo Vigevani     |

## Risultati

### Campionato di Prima Categoria

#### Sezione veneto-emiliana

##### Girone di andata
| Arbitro: | Resegotti (Milano) |

|                                                    |           |           |
| Bianchi 16’ (rig.) Forlivesi 32’, 87’ Masprone 76’ | Marcatori | 53’ Zorzi |

| Arbitro: | Resegotti (Milano) |

|                            |           |  |
| Bighin 8’ Vivante 21’, 60’ | Marcatori |  |

| Arbitro: | Terzolo (Milano) |

|                                                                            |           |  |
| Masprone 22’ Trerè 27’ Bascheni 50’, 54’ Bianchi 72’, 75’ Liniger 83’, 87’ | Marcatori |  |

| Arbitro: | Bortoletti (Venezia) |

|           |           |                         |
| Rivas 38’ | Marcatori | 7’ Girardi 53’ Bascheni |

| Arbitro: | Ferradini (Milano) |

|              |           |                  |
| Brevedan 75’ | Marcatori | 35’, 55’ Bianchi |

##### Girone di ritorno
| Arbitro: | Mauro (Milano) |

|            |           |  |
| Tonini 25’ | Marcatori |  |

| Arbitro: | Radice (Milano) |

|                           |           |  |
| Masprone 34’ Vigevani 87’ | Marcatori |  |

| Arbitro: | Terzolo (Milano) |

|            |           |                                            |
| Tosatti 4’ | Marcatori | 12’ Vigevani 73’, 88’ Liniger 74’ Masprone |

| Arbitro: | Valvassori (Torino) |

|                                      |           |  |
| Bianchi 50’ (rig.) Masprone 68’, 85’ | Marcatori |  |

| Arbitro: | Cattaneo (Milano) |

|                                        |           |                                       |
| Vigevani 54’ Liniger 55’ Forlivesi 61’ | Marcatori | 25’ (aut.) Pellegrini 47’ Quintavalle |

##### Spareggio per il 1º posto assoluto
| Arbitro: | Scamoni (Torino) |

|                      |           |              |
| Tonini (II) 37’, 40’ | Marcatori | 30’ Masprone |

#### Girone nazionale

##### Girone di andata
| Arbitro: | Armano (Torino) |

|                                                                  |           |  |
| Mac Pherson 25’ Smith 25’ Walshingham 32’ Grant 64’ Eastwood 86’ | Marcatori |  |

| Arbitro: | Resegotti (Milano) |

|  |           |                                         |
|  | Marcatori | 21’, 50’, 82’, 86’ Tacchini 78’ Zorzoli |

| Arbitro: | Goodley (Torino) |

|                                                 |           |           |
| Lana R. Ferrario Nys Croom ?’ (rig.), ?’ (rig.) | Marcatori | 90’ Costa |

| Arbitro: | Comazzi (Milano) |

|                          |           |                                                            |
| Vigevani 28’ Liniger 38’ | Marcatori | 11’, 16’, 85’ (rig.) Mattea 19’ (aut.), 21’ (aut.) Bianchi |

##### Girone di ritorno
| Arbitro: | Resegotti (Milano) |

|  |           |                                           |
|  | Marcatori | 1’, 20’ Grant 26’ Mariani 32’ Walshingham |

| Arbitro: | Calì (Genova) |

|                                                             |           |  |
| Ferrara 11’ Rampini I 62’ (rig.), 75’ (rig.) Berardo II 86’ | Marcatori |  |

| Arbitro: | Resegotti (Milano) |

|  |           |                            |
|  | Marcatori | 3’ Rizzi 10’, 62’ Van Hege |

| Arbitro: | Laugeri (Torino) |

|                                                                     |           |  |
| Mattea 15’ Serasso 49’, 53’ Varese 56’ Gallina II 60’ Barbesino 65’ | Marcatori |  |

## Statistiche

### Statistiche dei giocatori
| Giocatore     | Prima Categoria | Prima Categoria |
| Giocatore     | Presenze        | Reti            |
| ------------- | --------------- | --------------- |
| Bascheni      | 19              | 3               |
| Benini        | 6               | 0               |
| Bianchi       | 16              | 6               |
| Boggio        | 5               | 0               |
| Carlini       | 2               | 0               |
| Cavallaro     | 9               | 0               |
| Costa         | 8               | 1               |
| Fagiuoli      | 4               | 0               |
| Ferrari       | 18              | 0               |
| Forlivesi     | 7               | 3               |
| Girardi       | 10              | -17             |
| Guarda I      | 4               | 0               |
| Liniger       | 19              | 6               |
| Masprone      | 10              | 7               |
| Pellegrini    | 10              | -23             |
| Rossi         | 11              | 0               |
| Ruberti       | 11              | 0               |
| Scandolara    | 6               | 0               |
| Scandolara II | 1               | -1              |
| Treré I       | 1               | 1               |
| Vigevani I    | 15              | 4               |
| Vigevani II   | 13              | 0               |
| Villardi      | 4               | -5              |